# Scipio Tofini
Scipio Tofini właściwie Scipione Tofini (ur. 29 maja 1836 w Rocca Priora, zm. 22 stycznia 1921 we Frascati) – włoski ksiądz katolicki, wikariusz generalny pallotynów w latach 1895 - 1896.
Święcenia kapłańskie przyjął w 1867. Pochowany został w Rzymie na Campo Verano.